# 阿哈布山
65°26′S 62°11′W / 65.433°S 62.183°W

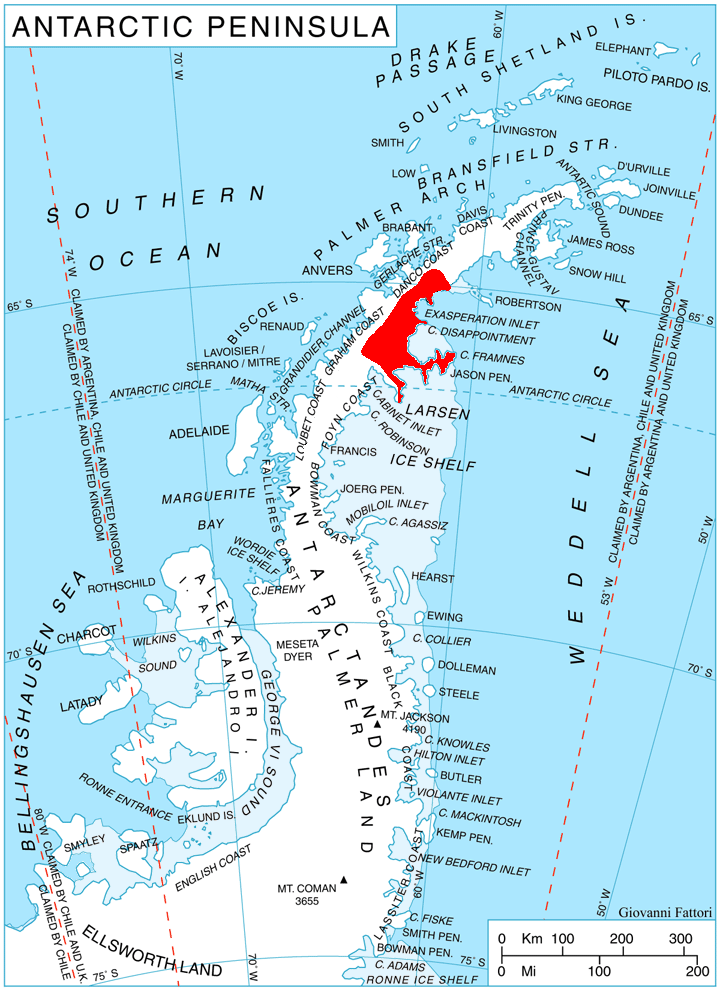

阿哈布山（英語：Mount Ahab）是南極洲的山峰，位於葛拉漢地東岸，處於梅普冰川和梅爾維爾冰川下游之間，海拔高度925米，在1947年由英國研究隊測量，現時由南極條約體系管理。